# هاینریش کورشمان
هاینریش کورشمان (آلمانی: Heinrich Curschmann؛ ‏ ۲۸ ژوئن ۱۸۴۶ – ۶ مهٔ ۱۹۱۰) پزشک متخصص داخلی و استاد دانشگاه اهل آلمان بود. وی پزشکی را در دانشگاه گیسن خواند و دوره تخصص پزشکی داخلی را در دانشگاه هومبولت برلین گذراند و در سال ۱۸۷۵ درجهٔ شایستگی علمی گرفت. او از سال ۱۸۸ تا ۱۹۱۰ استاد دانشگاه لایپزیگ و در سال‌های ۱۹۰۶ و ۱۹۰۷ رئیس این دانشگاه بود.
نام کورشمان به تعدادی از اصطلاحات پزشکی، از جمله «بیماری کورشمان» (که به عنوان «هیالوسروزیت کبد» نیز شناخته می‌شود)، «سوند جراحی کورشمان»، (یک ابزار پزشکی) و «مارپیچ‌های کورشمان» (که به عنوان فیبریل‌های مخاطی پیچ خورده نیز شناخته می‌شوند و گاهی در خلط بیماران مبتلا به آسم یافت می‌شود) گره خورده است.